# 甲突町
甲突町（こうつきちょう）は、鹿児島県鹿児島市の町。旧薩摩国鹿児島郡鹿児島近在塩屋村、鹿児島市大字塩屋、鹿児島市塩屋町。郵便番号は892-0837。人口は2,486人、世帯数は1,560世帯（2020年4月1日現在）。甲突町の全域で住居表示を実施している。

## 地理
鹿児島市の中央部、甲突川下流域に位置している。町域の北方には南林寺町、南方には甲突川を挟んで下荒田、東方には城南町、錦江町、西方には新屋敷町がそれぞれ接している。
甲突川には天保山橋、天保山大橋、清滝川には清滝橋、昔の遊郭街の入り口にあたる場所に思案橋が架かっている。甲突川河畔は緑地公園となっている。

### 河川
- 甲突川
- 清滝川

## 歴史

### 塩屋村の成立
寛永5年（1627年）に武村（現在の武の一部）から分割され薩摩国鹿児島郡近在の塩屋村として成立した。塩屋村の村高は「旧高旧領取調帳」では145石余であった。「塩屋」という村名は地内に塩田があったことに由来している。

### 町村制施行以後
1888年（明治21年）に公布された市制（明治21年法律第1号）に基づき、1889年（明治22年）2月2日に官報に掲載された「 市制施行地」（内務省告示第1号）によって鹿児島が市制施行地に指定された。3月5日には鹿児島県令第26号によって鹿児島郡のうち50町村が市制による鹿児島市の区域と定められ、4月1日に市制が施行されたのに伴い、鹿児島郡50町村（山下町、平之馬場町、新照院通町、長田町、冷水通町、上竜尾町、下竜尾町、池之上町、鼓川町、稲荷馬場町、清水馬場町、春日小路町、車町、恵美須町、小川町、和泉屋町、浜町、向江町、栄町、柳町、易居町、中町、金生町、東千石馬場町、西千石馬場町、汐見町、泉町、築町、生産町、六日町、新町、松原通町、船津町、呉服町、大黒町、堀江町、住吉町、新屋敷通町、加治屋町、山之口馬場町、樋之口通町、薬師馬場町、鷹師馬場町、西田町、上之園通町、高麗町、下荒田町、荒田村、西田村、塩屋村）の区域より鹿児島市が成立した。それまでの塩屋村は鹿児島市の大字「塩屋」となった。1911年（明治44年）には大字から町となり「塩屋町」と改称した。
1963年（昭和38年）に塩屋町の一部より錦江町と城南町が新設され、一部が新屋敷町に編入された。同時に塩屋町の全域で住居表示が実施された。
1967年（昭和42年）4月7日の鹿児島県公報に掲載された鹿児島県告示第270号「 鹿児島市内の町の名称変更」によって4月20日より塩屋町は「甲突町」に改称された（9日後の4月29日に鹿児島市と新設合併した谷山市にも塩屋町があったが、こちらも合併の際谷山塩屋町と改称された）。同年4月号の「かごしま市民のひろば」によれば名称変更の理由について「近く本市と合併する谷山市にも同じような町名があることなどによるものです」と記載している。

### 町域の変遷
| 実施後           | 実施年             | 実施前       |
| ---------------- | ------------------ | ------------ |
| 錦江町（全域）   | 1963年（昭和38年） | 塩屋町の一部 |
| 城南町（一部）   | 1963年（昭和38年） | 塩屋町の一部 |
| 新屋敷町（一部） | 1963年（昭和38年） | 塩屋町の一部 |

## 沖之村遊廓

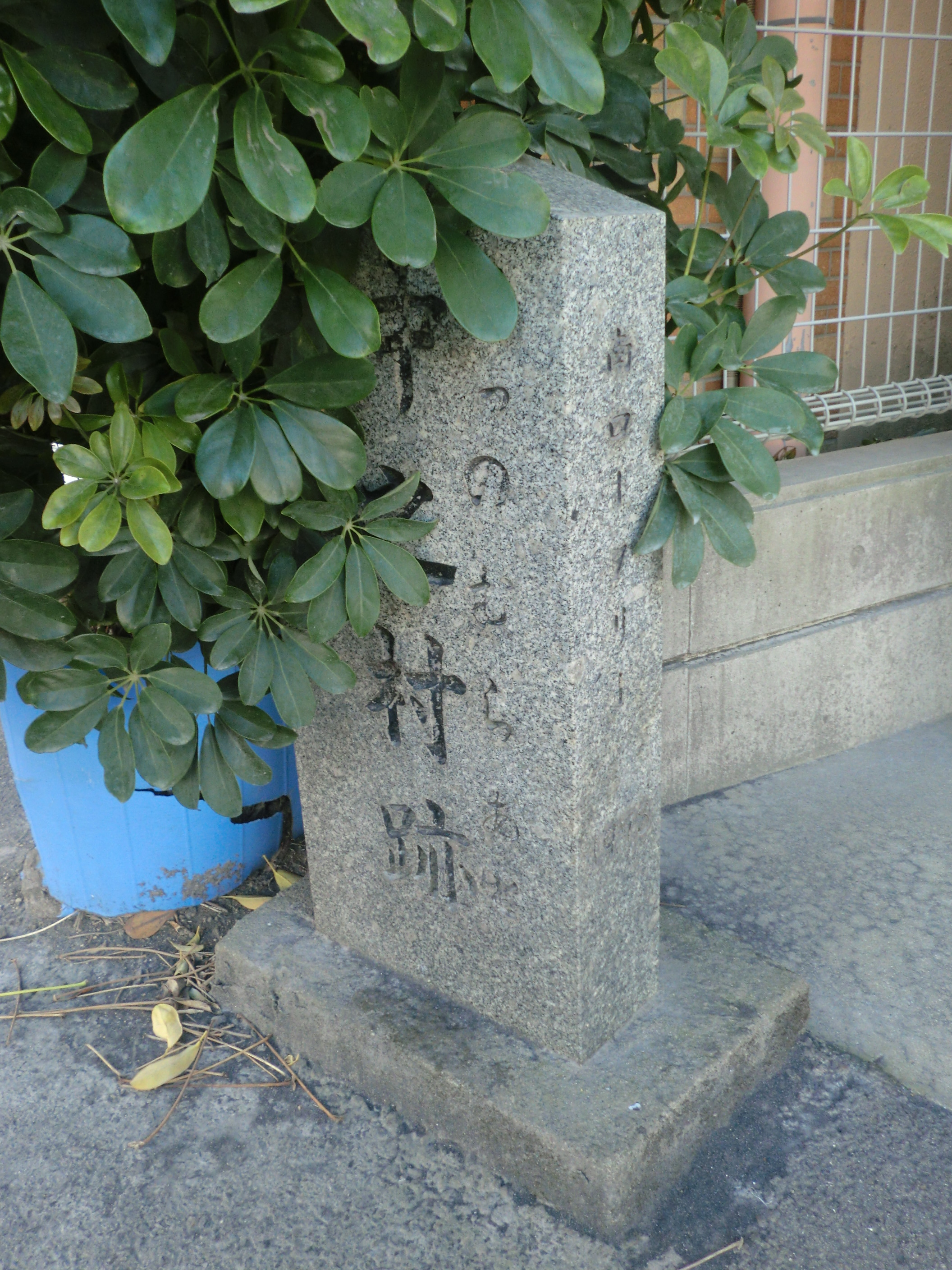
沖之村遊郭跡の碑

1899年（明治32年）10月開業。鹿児島県内唯一の公許の集娼地（公娼）であった。正式名称は常盤遊廓という。
前身の築地遊廓が現在の鹿児島駅候補地となったため低湿地帯の塩田を4，5尺ほど埋め立ての上移転、新規開業した。現在の清滝通り（中央警察署城南交番から国道225号海岸通までの区間）を挟んで最盛期で23軒の妓楼が並び、300～400人の娼妓を数えた。
戦後の赤線指定を経て1958年（昭和33年）の売春防止法施行まで存続。遺構は存在しない。現在鹿児島県唯一の風俗指定地域である甲突町の8番街区は区域外であり直接の後身ではない。

## 人口
以下の表は国勢調査による小地域集計が開始された1995年以降の人口の推移である。
| 年                 | 人口  |
| ------------------ | ----- |
| 1995年（平成7年）  | 2,485 |
| 2000年（平成12年） | 2,548 |
| 2005年（平成17年） | 2,479 |
| 2010年（平成22年） | 2,819 |
| 2015年（平成27年） | 2,783 |

## 施設

### 公共
- 鹿児島県警察鹿児島中央警察署城南交番[21]
- 甲突川左岸緑地
- 塩屋公園

### 郵便局
- 鹿児島甲突郵便局[22]

### 寺社
- 塩屋水神社

## 小・中学校の学区
市立小・中学校に通う場合、学区（校区）は以下の通りとなる。
| 町丁   | 番・番地 | 小学校               | 中学校                 |
| ------ | -------- | -------------------- | ---------------------- |
| 甲突町 | 全域     | 鹿児島市立城南小学校 | 鹿児島市立天保山中学校 |

## 出身の著名人
- 乃木静子 - 陸軍大将・乃木希典の妻
- 上野景範 - 明治時代の外交官
- 吉俣良 - 音楽プロデューサー
- よし俣とよしげ （本名:吉俣豊茂） - ローカルタレント

## 交通

### 道路
一般国道
- 国道225号

### バス
- 鹿児島市営バス